# Jean-Baptiste Tiama
Jean-Baptiste Tiama (* 1955 in Nazar) ist ein malischer Geistlicher und römisch-katholischer Bischof von Mopti.

## Leben
Jean-Baptiste Tiama empfing am 7. Januar 1984 das Sakrament der Priesterweihe.
Am 5. November 1998 ernannte ihn Papst Johannes Paul II. zum Bischof von Sikasso. Der Erzbischof von Bamako, Jean Zerbo, spendete ihm am 13. Februar 1999 die Bischofsweihe; Mitkonsekratoren waren der Bischof von Nouakchott, Martin Happe MAfr, und der Bischof von San, Jean-Gabriel Diarra.
Jean-Baptiste Tiama war von 2009 bis 2017 Präsident der Bischofskonferenz von Mali.
Am 27. März 2020 ernannte ihn Papst Franziskus zum Bischof von Mopti. Zudem war er Apostolischen Administrator von Sikasso von 2000 bis 2022.